# Громола (Салерно)
Громола је насеље у Италији у округу Салерно, региону Кампанија.
Према процени из 2011. у насељу је живело 437 становника. Насеље се налази на надморској висини од 12 м.